# Patiala State Monorail Trainways
| Patiala State Monorail Trainways                 | Patiala State Monorail Trainways |
| ------------------------------------------------ | -------------------------------- |
| Dampflokomotive im National Rail Museum of India |                                  |
| Streckenlänge:                                   | 80 km                            |
|                                                  |                                  |

Die Patiala State Monorail Trainways (PSMT) bauten und betrieben von 1907 bis 1927 mit Dampflokomotiven eine einzigartige Einschienenbahn in Patiala in Britisch-Indien, im Punjab, im Nordwesten des heutigen Indiens.

## Geschichte

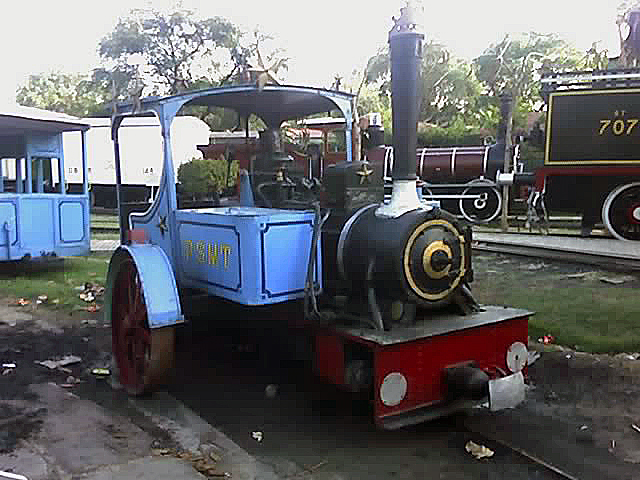
Dreiachsige 0-3-0-Dampflokomotive (C-Kuppler)

Die Patiala State Monorail Trainways errichteten weltweit die einzige mit Dampflokomotiven betriebene Einschienenbahn, die das von William Thorold (1798–1878) entwickelte Ewing-System nutzte. Das System hatte sich 1902–1908 schon bei der zuvor gebauten Kundala Valley Railway bewährt, deren Wagen aber von Ochsen gezogen wurden, bevor sie 1908 in eine konventionelle Schmalspurbahn umgebaut wurde. In Indien gab es zeitweise mehrere Einschienenbahnen, aber bei der Stilllegung 1927 handelte es sich um die einzige noch verbliebene Einschienenbahn in Indien. Danach gab es nur zwei weitere Einschienenbahnen in Indien, bis die Mumbai Monorail am 2. Februar 2014 eröffnet wurde. Eine in Deutschland gebaute Dampflok und ein Personenwagen sind erhalten und werden an Sonntagen im National Rail Museum of India in New Delhi vorgeführt.
Maharaja Sir Bhupinder Singh of Patiala beauftragte den Bau dieser einzigartigen Einschienenbahn für den Personen- und Güterverkehr. Der verantwortliche Ingenieur war Colonel C. W. Bowles, der bereits zuvor eine nach dem Ewing-System konstruierte Einschienenbahn für den Materialtransport beim Bau der Bengal Nagpur Railway verlegt hatte. Vor dem Einsatz von Dampflokomotiven wurden die Züge von Maultieren und Ochsen gezogen.

## Streckenverlauf
Das Streckennetz war insgesamt etwa 80 km (50 Meilen) lang. Es bestand aus zwei nicht miteinander verbundenen Strecken. Die eine 24 km lange Strecke führte vom Bahnhof Sirhind nach Morinda. Sie sollte eigentlich bis Ropar verlängert werden, aber die Pläne wurden verworfen, nachdem Ropar per Eisenbahn erreichbar geworden war. Die andere 56 km lange Strecke führte von Patiala nach Sunam.
Die Dampflok wurde wohl nur auf der Strecke von Patiala nach Sunam eingesetzt. Da die Lokomotive für die 18 lb/yd (ca. 9 kg/m) schweren Schienen zu schwer war, wurde sie wohl nur auf dem 1,6 km langen Streckenabschnitt vom Bahnhof Patiala Station bis City Mandi eingesetzt. Tragfähigere Schienen mit 60 lb/yd (ca. 30 kg/m) für diesen Streckenabschnitt wurden zusammen mit anderen eingemotteten Betriebsmitteln im Betriebswerk der Einschienenbahn eingelagert.

## Oberbau

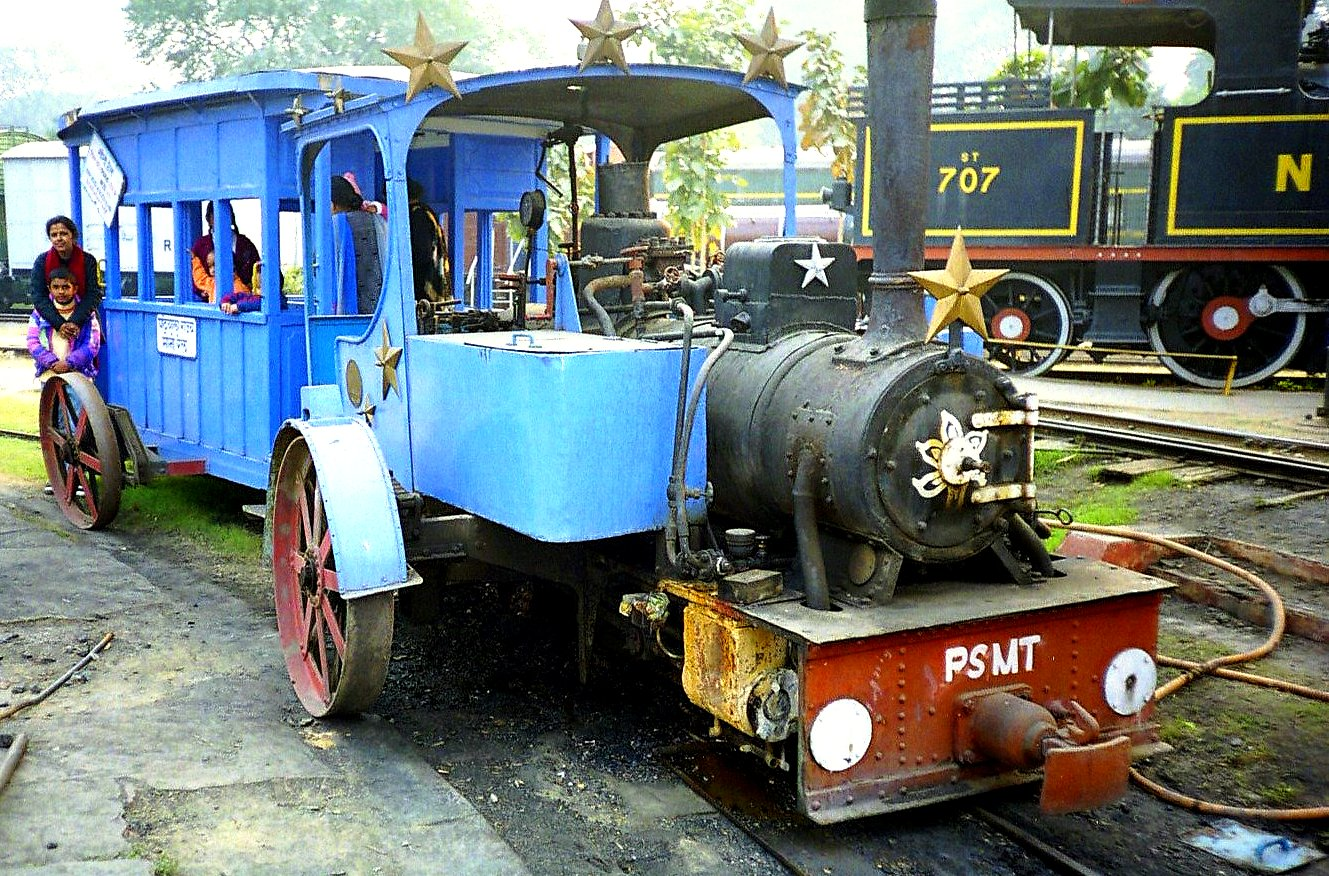
Pflasterung für das Stützrad

Die Schienen wurden von Marsland & Price aus Bombay verlegt. Sie wogen 18 lb/yd (ca. 9 kg/m) und waren auf eiserne Schwellen mit den Abmessungen 10 × 8 × ½ Zoll (254 × 203 × 12,7 mm) aufgeklipst. Auf der Strecke Patiala–Sunam wurden anfangs hölzerne Schwellen mit den Abmessungen 15 × 3 × 4 Zoll (381 × 76 × 101 mm) eingesetzt, die aber später wegen des Termitenfraßes durch eiserne Schwellen ersetzt wurden.

## Vor- und Nachteile des Ewing-Systems

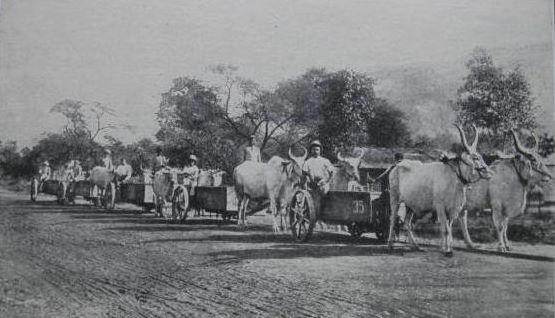
Ein Paar Zugochsen konnte in einem Einschienenbahnwagen soviel ziehen wie zehn Zugochsenpaare auf einer Makadam-Straße.

Die mit dem Ewing-System ausgestatteten Bahnen sind im Wesentlichen Einschienenbahnen mit einem seitlichen, auf der Straße laufenden Stützrad. Der Hauptanteil der Kräfte (etwa 95 %) wird über die reibungsarme Metallschiene übertragen, während der Rest über das Stützrad abgeleitet wird.
Die Investitionskosten für die teuren, importierten Metallschienen werden beim Bau einer Einschienenbahn halbiert. Darüber hinaus müssen die Schienen bei konventionellen parallelen Gleisen auf nahezu gleicher Höhe ausgerichtet werden, um ein Entgleisen zu verhindern. Das ist bei einer Einschienenbahn nicht nötig, wodurch Bau- und Instandhaltungskosten minimiert werden. Die Einschienenbahn konnte sehr platzsparend und kostengünstig entlang bestehender Teer- oder Makadam-Straßen verlegt werden, wobei die Stützräder auf der bestehenden Straße liefen. Die Fahrzeuge wurden in diesem Fall an den Endbahnhöfen nicht gewendet.
Eine Einschienenbahn kann sehr viel kleinere Radien als Schmalspur- oder Normalspurbahnen durchlaufen. Die Patiala State Monorail Trainways fuhren durch ein sehr dicht besiedeltes Ballungszentrum mit häufigen Verkehrsstockungen, ohne den Straßenverkehr dauerhaft zu beeinträchtigen.
Als nachteilig erwiesen sich in Abhängigkeit von der Beschaffenheit der Straße, auf der das Stützrad lief, der unruhige Lauf und die Entgleisungsgefahr. Da das Gewicht der Einschienenbahn-Dampflokomotiven auf nur 3 Räder statt wie bei einer Schmalspurbahn-Lokomotive auf sechs Räder verteilt wurde, und durch den Kontakt der Spurkränze mit den Schienen, kam es zu starkem Verschleiß der Schienen.

## Lokomotiven
Nachdem anfangs Zugtiere für die Züge eingesetzt worden waren, wurden später aus Deutschland vier Dampflokomotiven importiert. Die dreiachsigen 0-3-0-Lokomotiven (C-Kuppler) wurden 1907 von Orenstein & Koppel (O&K) aus Berlin zu einem Preis von 500 £ bis 600 £ geliefert. Es handelte sich um den Umbau von normalen sechsrädrigen 0-6-0-Schmalspurlokomotiven, aber die Einschienbahnlokomotiven hatten in der Mitte der vorderen und hinteren Achse jeweils ein mit zwei Spurkränzen versehenes Treibrad mit einem Durchmesser von 500 mm. Die Nut zwischen den Spurkränzen war 21,5 mm tief. Das Rad auf der mittleren Achse hatte keine Spurkränze. Die Lok hatte einen Achsabstand von 1190 mm. Der Wassertank war auf der rechten Seite etwas größer als auf der linken Seite, um das auf der rechten Seite unter dem Wassertank angebrachte Stützrad mit einem Durchmesser von 990 mm ausreichend zu belasten. Die Zylinder hatten einen Hubraum von 5½ × 14 Zoll.

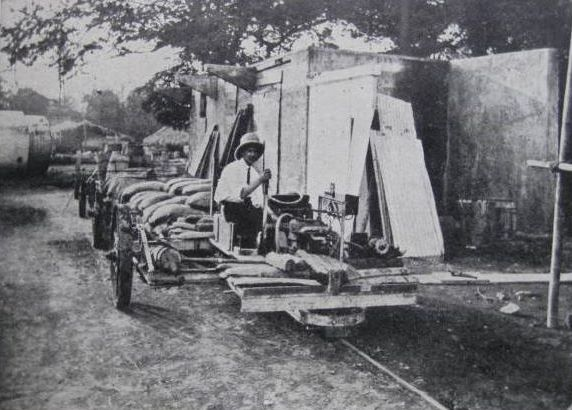
Der Benzinmotor eines normalen Autos konnte Züge mit vier beladenen Wagen ziehen.

Versuchsweise wurden auch Lokomotiven mit Verbrennungsmotor eingesetzt.

## Wagen

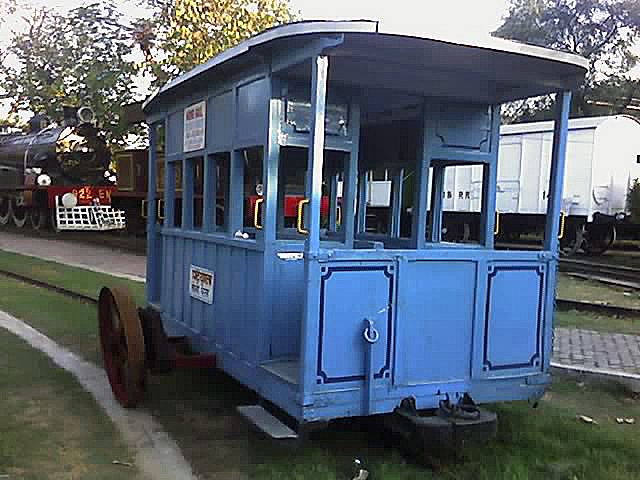
Personenwagen

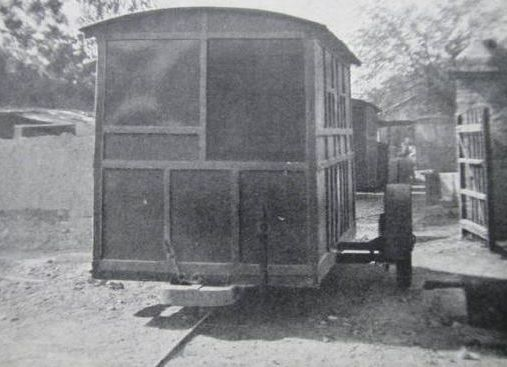
Geschlossener Personenwagen mit einem Stützrad mit einem Durchmesser von 0,91 m (36 Zoll)

- 1908 gab es 75 Güterwagen und 15 Personenwagen.
- Die Wagen waren meist ca. 2,44 m lang und ca. 1,82 m breit (8 × 6 Fuß) mit zwei Rädern mit einem Durchmesser von 203 mm (8 Zoll). Das Stützrad der Wagen hatte einen Durchmesser von 980 mm in einem Abstand von 2133 mm (7 Fuß) von der Schiene.
- Die Personenwagen waren seitlich offen mit Rücklehne an Rücklehne angeordneten Sitzbänken.
- Es gab auch einige ca. 9,14 m (30 Fuß) lange Güterwagen mit jeweils zwei Stützrädern. Einige davon wurden zu Personenwagen umgebaut, in die Querbänke eingebaut waren.[2]

## Verkehrsaufkommen und Fahrpreise
Im September 1907 wurden auf der Strecke Sirhind–Morinda 20.000 Fahrgäste pro Monat transportiert. Der Fahrpreis betrug 1½ Annas für die gesamte Strecke. Fracht wurde für 1 Anna pro Maund (37,4 kg) befördert.

## Stilllegung
Um 1912 verlor die Einschienenbahn wegen des zunehmenden Straßenverkehrs an Beliebtheit. Sie wurde am 1. Oktober 1927 vorläufig außer Betrieb genommen und eingemottet.

## Wiederentdeckung und Ausstellung

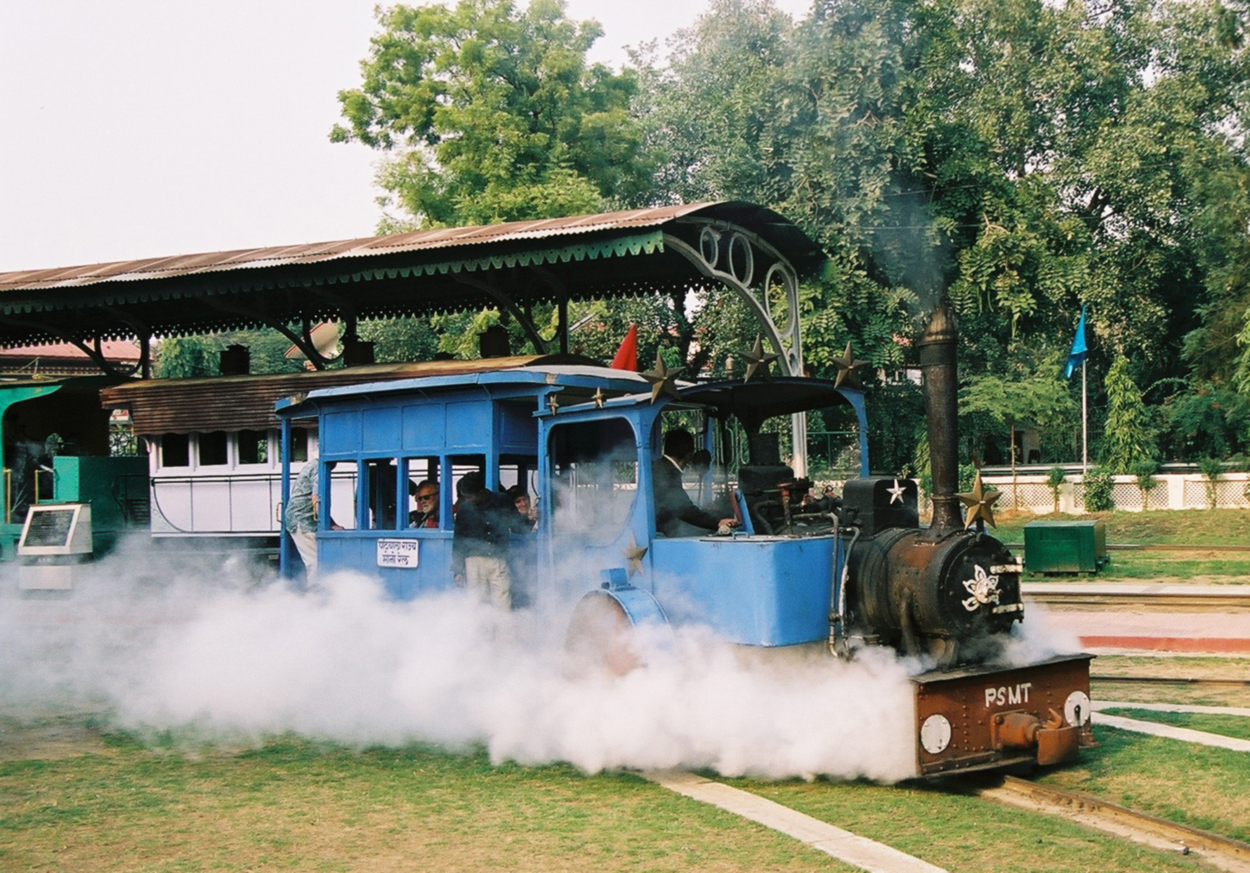
Vorführung der Patiala State Monorail

Die eingemottete Einschienenbahn wurde 1962 in einem Schuppen des Public Work Department (PWD) wiederaufgefunden. Die Lokomotive Nr. 4 und der Chief Engineer’s Private Inspection Car wurden restauriert und in betriebsfähigem Zustand im National Rail Museum of India in New Delhi ausgestellt. Die Dampflokomotive wird regelmäßig sonntags und zu speziellen Anlässen angeheizt und vorgeführt.